# Municipio de Harris (Indiana)
El municipio de Harris (en inglés: Harris Township) es un municipio ubicado en el condado de St. Joseph en el estado estadounidense de Indiana. En el año 2010 tenía una población de 23454 habitantes y una densidad poblacional de 431,14 personas por km².

## Geografía
El municipio de Harris se encuentra ubicado en las coordenadas 41°44′7″N 86°7′13″O / 41.73528, -86.12028. Según la Oficina del Censo de los Estados Unidos, el municipio tiene una superficie total de 54.4 km², de la cual 54.4 km² corresponden a tierra firme y (0%) 0 km² es agua.

## Demografía
Según el censo de 2010, había 23454 personas residiendo en el municipio de Harris. La densidad de población era de 431,14 hab./km². De los 23454 habitantes, el municipio de Harris estaba compuesto por el 88.97% blancos, el 2.26% eran afroamericanos, el 0.18% eran amerindios, el 5.95% eran asiáticos, el 0.12% eran isleños del Pacífico, el 0.74% eran de otras razas y el 1.78% pertenecían a dos o más razas. Del total de la población el 2.65% eran hispanos o latinos de cualquier raza.